# Scott Tixier
Scott Tixier, född 26 februari 1986 Montreuil, är en prisbelönt fransk jazzviolinist och artist.